# Combate de San José
El Combate de San José (San José de Mayo, Banda Oriental, 25 de abril de 1811) fue uno de los primeros enfrentamientos armados ocurrido durante la guerra de independencia del Virreinato del Río de la Plata. Permitió a las fuerzas independentistas aproximarse a Montevideo, principal bastión realista de toda la región.

## Antecedentes
La Revolución de Mayo inició el proceso de independencia del Virreinato del Río de la Plata de su metrópoli, España. La ciudad de Montevideo se negó a reconocer la autoridad de la Primera Junta de gobierno establecida en Buenos Aires, actitud respaldada por el Consejo de Regencia de España e Indias, que envió a Francisco Javier de Elío a esa ciudad, con el cargo de virrey del Río de la Plata.
Ya antes de la llegada de Elío, las fuerzas de Montevideo habían forzado a los pueblos de la Banda Oriental – que inicialmente habían reconocido la autoridad de la Primera Junta – a someterse a las autoridades de la ciudad. Ese proceso fue muy reforzado por los planes agresivos de Elío.
En el mes de febrero de 1811 se produjo la defección de las fuerzas realistas por parte del capitán José Artigas, que se convertiría en el jefe militar de la Revolución Oriental. El 28 de febrero se produjo el Grito de Asencio, pronunciamiento militar iniciado por el hacendado Venancio Benavides, que inició la sublevación masiva de la campaña oriental en contra de las autoridades de Montevideo.
La insurrección se extendió rápidamente por los pueblos de la Banda Oriental, y fue enérgicamente apoyada por el gobierno porteño: la ayuda consistió en enviar a Artigas y al capitán José Rondeau en apoyo de los revolucionarios, y posteriormente a las fuerzas con las que el general Manuel Belgrano había realizado la fracasada Expedición Libertadora al Paraguay.
Belgrano organizó sus fuerzas y avanzó en dirección a Montevideo, llevando a Benavides como jefe de una de sus divisiones, la que – por ser exclusivamente de caballería local – era la más móvil. Éste logró dos pequeños triunfos en Soriano y El Colla y posteriormente se dirigió hacia Colonia del Sacramento. En el camino recibió orden de Belgrano de desviarse hacia San José.

## La batalla
En la tarde del 24 de abril, el jefe de otra división del ejército de Belgrano, capitán Manuel Artigas se presentó ante la villa de San José e intimó rendición al jefe enemigo, teniente coronel Joaquín Gayón y Bustamante, quien respondió

"... no rendiré las armas que tengo el honor de mandar, hasta que la suerte me obligue a ello."

Artigas atacó las casas de las afueras del pueblo, en que los soldados enemigos se habían parapetado, y los obligó a retirarse hacia la plaza central. No obstante, dado que estaba cayendo la noche, esperó al otro día para atacar.
En la madrugada del 25 de abril, las fuerzas de Artigas, ya reforzadas por los hombres de Benavides, iniciaron un intercambio de disparos sin mayores consecuencias. Cerca ya del mediodía, los atacantes se lanzaron a un ataque masivo a la bayoneta. Artigas fue herido y el mando pasó a Benavides, que en un ataque que – según el jefe vencedor – duró ocho minutos, logró derrotar a las fuerzas defensoras y tomar prisioneros a casi todos, causándoles además 3 muertos y apoderándose de la artillería.
El capitán Artigas moriría como consecuencia de las heridas recibidas en este combate a fines del mes de mayo.

## Consecuencias
La captura de la Villa de San José aisló completamente a Montevideo del puerto fortificado de Colonia, que fue abandonado semanas más tarde. El virrey Elío intentaría rechazar la convergencia de las tropas independentistas sobre Montevideo enviando un poderoso ejército, aprovechando que Belgrano había sido separado del mando. Pero las tropas realistas fueron completamente derrotadas en la batalla de Las Piedras por José Artigas, primo de Manuel Artigas.
Tras esa nueva victoria, la ciudad de Montevideo fue sometida a un estricto sitio. Pero éste fue neutralizado a fines de ese año, al producirse la invasión portuguesa de la Banda Oriental desde el Brasil.

## Homenajes
Una calle de la ciudad  de Buenos Aires, en los barrios de Monserrat y Constitución, homenajea a los vencedores en este pequeño combate.
Pese a su escasa importancia por el número de combatientes, el combate de San José es recordado en primer lugar entre los triunfos de la guerra de independencia de la Argentina mencionados en la séptima estrofa del Himno Nacional Argentino.
En virtud de haber sido el primer oficial muerto en combate por la independencia, Manuel Artigas fue honrado con la orden de colocar su nombre en una de las caras de la Pirámide de Mayo, junto con la de Felipe Pereyra Lucena muerto dos meses más tarde en la batalla de Huaqui. Una placa de bronce, colocada en ese lugar en el año 1891, cumplió la resolución ordenada 80 años antes.